# Кастрационен комплекс
Кастрационнят комплекс е неоправдан страх от загубване на целостта на тялото. В действителност става дума не толкова за чувства, свързани с човешкото тяло, колкото за система от емоции във връзка със символното значение на фалоса. Този комплекс, който си остава несъзнаван, съществувайки у невротика в зряла възраст, е свидетелство за наличието на инфантилен невротичен страх, породен от проблема за половата принадлежност. Понякога този страх се появява в резултат от заплахите на неумели възпитатели, стремящи се да потиснат или избегнат „лошите навици“ (мастурбиране), но най-често възниква естествено у детето вследствие на чувството за вина, чийто източник е едиповият комплекс и откриването на анатомическите различия между половете. Момченцето се страхува да не загуби това, което има и което го прави ценен. Интересът на момиченцето към члена на момчето е израз на желанието му за изравняване; то завижда на момчето за пениса и се стреми да запълни липсата, от която страда. Раждането на дете е едно от средствата за това. Следователно желанието за дете може да замести стремежа към пенис. За да стане нормално в сексуално отношение, всяко дете трябва да преодолее едиповия комплекс и невротичния страх от кастрация. Психоаналитиците смятат, че в живота на индивида кастрационният комплекс представлява най-важният афективен шок, чиито последици отекват върху по-нататъшното развитие на сексуалността и обуславят бъдещите междуличностни отношения.